# 董林哲
董林哲（1906年—1975年），原名武杰，山西洪洞人，中国政治人物，中国民主建国会中央委员会原常务委员，第四届全国政协委员。